# 建筑师、工程师、化学家和技术人员联合会
建筑师、工程师、化学家和技术人员联合会（Federation of Architects, Engineers, Chemists, and Technicians，簡稱FAECT) 是1933年至1946年期間美国的一个工会，由多個工會組成。1946年，并入美国联合办公室和专业工作者工会。

## 历史
1933年，當時正值大萧条时期，美國建築師學會依據全国工业复兴法給出最低工资标准，规定建筑制图员的时薪为50美分，工程制图员的时薪为40美分。製圖員們不滿，认为这是侮辱。技术人员联合会（Union of Technical Men）成员召开会议，决定与美国建筑师、工程师和化学家联合委员会（United Committee of Architects, Engineers and Chemists）合并，FAECT由此形成。FAECT的規模增長迅速，截至1934年已有6,500名会员，地方工会已達15个。1936年6月，纽约市公园局的建筑师发起静坐罢工，得到FAECT的支持。當時羅伯·摩斯和其他政府官員被指要發動反工会運動，建筑师擔心反工會活動發生，於是發起罷工。當時这些建筑师主動将自己關在办公室里。同年晚些时候，在FAECT的協助下，公共事业振兴署下轄的约7000名建筑师成功大幅加薪。